# نهر كانابون
نهر كانابون (بالإنجليزية: Cañabón)‏ هو نهر في أوروكوفس في بورتوريكو.